# João Palomino
João Luís Carnelossi Palomino (Fernandópolis, 9 de outubro de 1965) é um jornalista, apresentador de televisão e locutor esportivo brasileiro.
Foi vice-presidente de jornalismo e produção da ESPN no Brasil entre 2012 e 2019, e atualmente é CEO do serviço de streaming LiveSports.

## Carreira
Palomino iniciou sua carreira no Diário Cidade de Taquaritinga, em Taquaritinga, interior de São Paulo, em 1980.
Trabalhou nas TVs Rede Manchete, TV Cultura e SBT.
João Palomino ingressou na carreira esportiva após presenciar o terrível acidente do Voo TAM 402 em 1996. Na ocasião, era repórter da TV Cultura e foi responsável por cobrir a tragédia. Chocado com o que viu, Palomino deixou o jornalismo padrão e ingressou na vida esportiva.
Esteve na ESPN Brasil desde a criação, em 1995, mas a partir de 1997, passou a dedicar integralmente ao canal. No canal, apresentou programas como Bate-Bola, Bola da Vez e Linha de Passe, além de ter participado da cobertura das Olimpíadas de 1996, 2000, 2004, 2008 e 2012 e das Copas de 1998, 2006 e de 2010.
Em 2008, Palomino estreou nas transmissões radiofônicas na Rádio Eldorado e, posteriormente, assumiu a Coordenação da Parceria. Em 2011, assumiu a Direção de Jornalismo e Produção da ESPN Brasil, no lugar do jornalista José Trajano.
Em 2013 foi eleito como Melhor Executivo de Comunicação do país pelo Comunique-se, concorrendo com Carlos Henrique Schroder, da Rede Globo e Mariza Tavares, da CBN.
Em 14 de agosto de 2019, teve o desligamento de vínculo profissional comunicado pela ESPN.
Em 2020, criou o serviço de streaming LiveSports, no qual é o atual diretor-executivo.
Em fevereiro de 2022, após quatro anos afastado da função de narrador, comandou a partida da Copa do Brasil entre Botafogo-SP e Azuris, no canal do YouTube do clube de Ribeirão Preto, pela primeira fase da competição.

#### Prêmios e Indicações
| Ano  | Prêmio                                                                     | Categoria                            | Resultado | Ref.   |
| ---- | -------------------------------------------------------------------------- | ------------------------------------ | --------- | ------ |
| 2011 | Troféu ACEESP (Associação dos Cronistas Esportivos do Estado de São Paulo) | Apresentador(a) de TV por Assinatura | Indicado  | [ 12 ] |
| 2013 | Prêmio Comunique-se                                                        | Executivo de Veículo de Comunicação  | Venceu    | [ 13 ] |